# ガーベラパークスタッド
有限会社ガーベラパークスタッドとは、北海道浦河郡浦河町西幌別にある、競走馬（サラブレッド）の生産、育成を行う牧場である。1955年に創業した、家族経営の牧場である。馬主として日本中央競馬会 (JRA) に登録されており、勝負服の柄は桃、白袖赤二本輪を使用している。2009年現在の代表者は本巣俊光。

## 主な生産馬
- ビッグダンディー（1983年京成杯2着）
- キンショーテガラ（1999年共同通信杯4歳ステークス2着）
- マルブツジャンプ（1999年阪神ジャンプステークス2着、2000年京都ジャンプステークス3着）
- スーパーホーネット（2005年デイリー杯2歳ステークス3着、朝日杯フューチュリティステークス2着、2007年スワンステークス[3]、マイルチャンピオンシップ2着、2008年京王杯スプリングカップ、毎日王冠[1]、2009年マイラーズカップ[2]）
- マルブツイースター（2007年小倉2歳ステークス[4]。初の中央競馬重賞勝ち馬[4]）

## 主な繋養繁殖牝馬
2008年時点では約10頭の繁殖牝馬を繋養していた。
- タイキビューティー（半弟はタイキヘラクレス）
- ユウサンポリッシュ[1]（スーパーホーネットの母[1]）

## 主な所有馬
- エスコート（北海優駿、北海道3歳優駿など）